# Bermpjes
De bermpjes (Nemacheilidae) vormen een familie uit de orde van de Karperachtigen (Cypriniformes).

## Geslachten
- Aborichthys B. L. Chaudhuri, 1913
- Acanthocobitis W. K. H. Peters, 1861
- Afronemacheilus Golubtsov & Prokofiev, 2009
- Barbatula H. F. Linck, 1790
- Barbucca T. R. Roberts, 1989
- Claea Kottelat, 2010
- Draconectes Kottelat, 2012
- Dzihunia Prokofiev, 2001
- Ellopostoma Vaillant, 1902
- Hedinichthys Rendahl (de), 1933
- Iskandaria Prokofiev, 2009
- Lefua Herzenstein, 1888
- Longischistura
- Nemacheilus Bleeker, 1863
- Neonoemacheilus S. Q. Zhu & Q. Z. Guo, 1985
- Oreonectes Günther, 1868
- Paraschistura Prokofiev, 2009
- Physoschistura Bănărescu & Nalbant, 1982
- Schistura McClelland, 1838
- Sectoria Kottelat, 1990
- Seminemacheilus Bănărescu & Nalbant, 1995
- Speonectes Kottelat, 2012
- Sundoreonectes Kottelat, 1990
- Triplophysa Rendahl, 1933
- Troglocobitis Parin, 1983
- Tuberoschistura Kottelat, 1990
- Turcinoemacheilus Bănărescu & Nalbant, 1964
- Vaillantella Fowler, 1905
- Yunnanilus Nichols, 1925